# Landskapsfogden
Landskapsfogdeämbetet är en utsökningsmyndighet på Åland, underställd Finlands justitieministerium. Myndigheten ansvarar för att verkställa domstolsbeslut och andra beslut i enlighet med utsökningsbalken och annan tillämplig lagstiftning.
Landskapsfogden har flera funktioner:
- verkställande av utmätning och indrivning
- tjänstgöring som notarius publicus
- medverkan som offentligt köpvittne
- handläggning av vräkningar och säkerhetsåtgärder
- verkställande av beslut om barnets vårdnad, umgängesrätt och andra familjerättsliga frågor
- verkställande av frihetsstraff samt handräckning i ärenden enligt lagen om avbetalningsköp

De flesta åtgärder utförs på begäran av domstol, annan myndighet eller privat part.
Ämbetet har sitt säte i Mariehamn men verkar i hela landskapet Åland. Det utgör den lokala enheten för det finländska utsökningsväsendet, med särskild hänsyn till Ålands självstyrelsestatus och svenska som dominerande språk.